# 劉暨
劉暨（1904年7月17日—1970年4月8日），字紀曾。河南省固始縣人。民國37年（1948年）在河南省第四選區當選第一屆立法委員。

## 生平[1][2]
- 河南法政專門學校經濟系肄業
- 中央軍校第四期畢業
- 第一戰區長官部開封稽查處少將處長
- 第四綏靖區開封稽查處少將處長
- 国民政府军事委员会少将视察
- 鄭州綏靖公署少將處長
- 武漢行營少將高參
- 民國59年4月8日病故[3]